# Ingo Müller (Physiker)
Ingo Müller (* 23. Dezember 1936 in Darmstadt) ist ein deutscher Physiker, der sich insbesondere in den Gebieten Thermodynamik und Materialtheorie hervortat.
Er ist ein bedeutender Vertreter der Rationalen Thermodynamik und der Materialtheorie von Gedächtnislegierungen. Die (rational) Erweiterte Thermodynamik wurde von ihm begründet. Diese liefert eine mathematische Beschreibung von Fluiden, bei denen Störungen sich – im Gegensatz zu den Navier-Stokes-Gleichungen – nicht mit unendlicher Geschwindigkeit ausbreiten. In seinen Büchern befasst er sich auch mit der Geschichte der Thermodynamik.
Müller studierte an der RWTH Aachen Physik und Maschinenbau und promovierte ebenda bei Josef Meixner. Er arbeitete u. a. mit Clifford Truesdell an der Johns Hopkins University in Baltimore.
Nach Professuren an der Johns Hopkins University von 1970 bis 1975 kehrte er nach Deutschland zurück an die Heinrich-Heine-Universität Düsseldorf und später an die Universität Paderborn als Professor für theoretische Physik. Von 1979 bis zur Emeritierung am 31. März 2005 war er Professor für Thermodynamik an der Technischen Universität Berlin.

## Schriften
- Thermodynamik. Die Grundlagen der Materialtheorie. Bertelsmann Universitäts-Verlag, Düsseldorf 1973.
- Thermodynamics. Pitman, Boston MA u. a. 1985, ISBN 0-273-08577-8.
- mit Tommaso Ruggeri: Extended mechanics (= Springer Tracts in Natural Philosophy. Bd. 37). Springer, New York NY u. a. 1993, ISBN 0-387-97922-0 (2. Auflage als: Rational extended thermodynamics. ebenda 1998, ISBN 0-387-98373-2).
- Grundzüge der Thermodynamik. Mit historischen Anmerkungen. Springer, Berlin u. a. 1994, ISBN 3-540-58158-8 (3. Auflage. ebenda 2001, ISBN 3-540-42210-2).
- mit Peter Strehlow: Rubber and Rubber Balloons Paradigms of Thermodynamics (= Lecture Notes in Physics. Bd. 637). Springer, Berlin u. a. 2004, ISBN 3-540-20244-7.
- mit Wolf Weiss: Entropy and Energy. A universal Competition. Springer, Berlin u. a. 2005, ISBN 3-540-24281-3.
- A history of thermodynamics. The doctrine of energy and entropy. Springer, Berlin u. a. 2007, ISBN 978-3-540-46226-2.
- mit Wolfgang H. Müller: Fundamentals of thermodynamics and applications. With historical annotations and many citations from Avogadro to Zermelo. Springer, Berlin u. a. 2009, ISBN 978-3-540-74645-4.

## Auszeichnungen
- 1988 Gottfried-Wilhelm-Leibniz-Preis
- 1995 Ehrendoktor TU Darmstadt
- 2006 Gili-Agostinelli-Preis für theoretische Mechanik und mathematische Physik der Akademie der Wissenschaften in Turin
- 2006 Auswärtiges Mitglied der Serbischen Akademie der Wissenschaften